# Ишкельдин, Максим Витальевич
Максим Витальевич Ишкельдин (22 июня 1990, Новосибирск — 5 июня 2021, Новосибирск) — российский хоккеист с мячом. Шестикратный чемпион мира, заслуженный мастер спорта России. Считался одним из сильнейших хоккеистов мира.

## Биография
Начал играть в Новосибирске. Первой профессиональной командой был «Сибсельмаш». Перед сезоном 2010/11 года перешёл в красногорский «Зоркий».
8 июня 2015 года перешёл в хабаровский «СКА-Нефтяник», подписав контракт на два года.
Участник восьми чемпионатов мира.
В сборной России дебютировал в 2012 году на чемпионате мира с командой США (19:3) матч прошёл 29 января и в дебютном матче забил два мяча.
В кубке мира принял участие в 8 турнирах: 38 игр 24 мяча 33 передачи.
В кубке чемпионов (Эдсбюн) принял участие в 4 турнирах: 16 игр 11 мячей 13 передач.
Суперкубок России — 4 участия: 4 игры 3 мяча 3 передачи.

## Достижения
Бронзовый призёр турнира на призы Правительства России — 2008, 2010. 

 Турнир на призы Правительства России — 2012. 

 Кубок мира — 2012. 

 Кубок чемпионов (Эдсбюн) — 2010, 2011, 2012. 

 Кубок России — 2017, 2018. 

 Суперкубок России — 2016/17, 2018/19, 2019/20. 

 Финалист Суперкубка России — 2017/18. 

 Золото чемпионата России (5) — 2016/17, 2017/18, 2018/19, 2019/20, 2020/21. 

 Серебро чемпионата России (1) — 2012/13. 

 Бронза чемпионата России (4) — 2010/11, 2011/12, 2013/14, 2015/16. 

 Чемпион мира среди молодёжных команд U-23 — 2011. 

 Чемпион мира среди юниоров — 2008. 

 Чемпион мира среди юношей — 2007. 

 Чемпион мира (6) — 2013, 2014, 2015, 2016, 2018, 2019. 

 Серебряный призёр чемпионата мира — 2012, 2017. 

Лучший полузащитник чемпионата мира — 2013 года. 

Лучший нападающий на Чемпионате мира — 2018. 

В список 22 лучших игроков сезона включался 10 раз — 2011, 2012, 2013, 2014, 2015, 2016, 2017, 2018, 2019, 2021. 

Лучший полузащитник России — 2015, 2019.

## Смерть
Утром 5 июня 2021 года Максим Ишкельдин был найден мёртвым в собственной постели. Причина смерти — оторвался тромб. Похоронен на Кудряшовском кладбище.

## Статистика выступлений в чемпионатах и кубках России
| Сезон     | Клуб                     | Чемпионат | Чемпионат | Чемпионат | Чемпионат | Чемпионат | Кубок | Кубок | Кубок | Кубок | Кубок |
| Сезон     | Клуб                     | И         | М         | П         | О         | Ш         | И     | М     | П     | О     | Ш     |
| --------- | ------------------------ | --------- | --------- | --------- | --------- | --------- | ----- | ----- | ----- | ----- | ----- |
| 2006/2007 | Сибсельмаш (Новосибирск) | 4         | 1         | 0         | 1         | 0         |       |       |       |       |       |
| 2007/2008 | Сибсельмаш (Новосибирск) | 14        | 2         | 0         | 2         | 0         | 14    | 0     | 0     | 0     | 0     |
| 2008/2009 | Сибсельмаш (Новосибирск) | 27        | 8         | 5         | 13        | 20        | 8     | 1     | 0     | 1     | 0     |
| 2009/2010 | Сибсельмаш (Новосибирск) | 34        | 14        | 17        | 31        | 40        | 6     | 5     | 4     | 9     | 0     |
| 2010/2011 | Зоркий (Красногорск)     | 34        | 10        | 16        | 26        | 115       | 3     | 0     | 4     | 4     | 0     |
| 2011/2012 | Зоркий (Красногорск)     | 30        | 22        | 25        | 47        | 50        | 8     | 9     | 12    | 21    | 20    |
| 2012/2013 | Зоркий (Красногорск)     | 32        | 23        | 40        | 63        | 60        | 8     | 9     | 4     | 13    | 0     |
| 2013/2014 | Зоркий (Красногорск)     | 31        | 24        | 37        | 61        | 110       | 12    | 3     | 8     | 11    | 25    |
| 2014/2015 | Зоркий (Красногорск)     | 29        | 23        | 35        | 58        | 80        | 13    | 9     | 14    | 23    | 16    |
| 2015/2016 | СКА-Нефтяник (Хабаровск) | 29        | 25        | 25        | 50        | 140+К     | 8     | 7     | 9     | 16    | 15    |
| 2016/2017 | СКА-Нефтяник (Хабаровск) | 33        | 35        | 41        | 76        | 25        | 7     | 10    | 14    | 24    | 20    |
| 2017/2018 | СКА-Нефтяник (Хабаровск) | 30        | 34        | 35        | 69        | 60        | 7     | 8     | 11    | 19    | 0     |
| 2018/2019 | СКА-Нефтяник (Хабаровск) | 33        | 32        | 64        | 96        | 70+К      | 8     | 4     | 14    | 18    | 20    |
| 2019/2020 | СКА-Нефтяник (Хабаровск) | 30        | 18        | 44        | 62        | 65        | 6     | 7     | 9     | 16    | 10    |
| 2020/2021 | Енисей (Красноярск)      | 31        | 25        | 46        | 71        | 30        | 5     | 2     | 11    | 13    | 10    |
| Всего     | 15 сезонов               | 421       | 296       | 430       | 726       | 865+2К    | 113   | 74    | 114   | 188   | 136   |

### В чемпионатах России забивал мячи в ворота 21 команды
```
 1.Сибсельмаш           = 36 мячей 11-12.Старт          = 16
 2.Кузбасс              = 35       13.Зоркий            =  9
 3-4.Волга              = 24       14.Строитель С       =  7
 3-4.Байкал-Энергия     = 24       15.Мурман            =  4
 5-7.Водник             = 20       16-17.Локомотив Ор   =  3
 5-7.Родина             = 20       16-17.ХК Боровичи    =  3
 5-7.Ак Барс-Динамо     = 20       18.СКА-Свердловск    =  2
 8-10.Уральский трубник = 18       19-21.СКА-Забайкалец =  1
 8-10.Енисей            = 18       19-21.Лесохимик      =  1
 8-10.Динамо М          = 18       19-21.Маяк           =  1
11-12.СКА-Нефтяник      = 16
```

### В чемпионатах России количество мячей в играх
по 1 мячу забивал в 126 играх

по 2 мяча забивал в 60 играх

по 3 мяча забивал в 14 играх

по 4 мяча забивал в 2 играх

Свои 296 мячей забросил в 202 играх, в 219 играх мячей не забивал.